# Пад црног јастреба
Пад црног јастреба (енгл. Black Hawk Down) је ратни филм из 2001. године у режији Ридлија Скота. Сценарио потписује Кен Нолан на основу књиге Пад црног јастреба: Прича о модерном рату новинара Марка Боудена, док су продуценти филма Џери Брукхајмер и Скот. Филмску музику је компоновао Ханс Цимер.
Филм приказује битку за Могадиш, која је била део америчке војне кампање из 1993. године да се зароби сомалијски командант Мохамед Фарах Аидид. 
Насловне улоге тумаче Џош Хартнет, Ерик Бана, Јуан Макгрегор, Том Сајзмор, Вилијам Фикнер и Сем Шепард. Дистрибуиран од стране Sony Picturesа, филм је премијерно приказан 28. децембра 2021. Освојио је Оскара за најбољу монтажу и звук 2002.
Буџет филма је износио 92 милиона долара, док је зарада од филма износила 173 милиона долара.

## Радња
На почетку филма, изгладњела гомила окружује камионе УН за помоћ у храни. Полицијски одред стиже на место дистрибуције и растера масу, отварајући ватру на цивиле. Командир полиције Јусуф проглашава цео товар власништвом Аидида. Уклоњен је хеликоптер чија је посада добила забрану отварања ватре.
Одред Делта успева да посматра успут и ухвати Аидидовог сарадника, Османа Ата. Он позива команданта америчких снага, генерала Гарисона, да се не меша у њихов рат. Гарисон одлучује да ухвати двојицу Аидидових министара, који су стигли на састанак у једну од зграда округа у близини пијаце Бакар. Ово је непријатељска територија коју у потпуности контролишу Аидидове снаге. Амерички војници пуни су оптимизма и потцењују непријатеља. Амерички агент Абди доводи аутомобил са крстом залепљеним на крову до зграде у којој се одржава састанак. Посматрач унапред упозорава Јусуфа на одлазак хеликоптера из базе, полиција се припрема за битку и запалила пирамиде из аутомобилских гума.
Тим специјалних снага Делта се спушта са хеликоптера МХ-6 на кров и муњевитом брзином преузима зграду. Четири хеликоптера Црни јастреб лебде око углова зграде и слећу Ренџери. Долази колона камиона и хамвија са митраљезима. Међутим, део милиције успева да обори један од хеликоптера из РПГ-а. Гарисон наређује делу Ренџера да пође у помоћ обореној посади. Ренџери успевају да се пробију и убаце рањеног стрелца у хеликоптер. У овом тренутку, полиција је нокаутирала још једног "Црног јастреба". Два Делта оператера, на сопствени захтев, слећу и покривају преживелог пилота. Окружени су хордама Сомалијаца. Колона потпуковника Мекнајта укључује се у борбе са Сомалијцима, број рањених расте и Мекнајт одлучује да поведе колону у базу. Оператери Делте су убијени, пилот је заробљен, Аидидов представник га спашава од линча руље.
Две групе ренџера под командом наредника Еверсмана и капетана Стила не успевају да се пробију до места пада другог хеликоптера. Заузимају одбрамбене положаје у зградама. Три заборављена војника у згради састанка и две групе Делта пробијају до њих. Американци издржавају ноћну борбу са снагама Аидидове милиције. Мекнајт предводи нову колону, али Сомалијци успевају да барикадама блокирају све улице. Гарисон се обраћа за помоћ контингенту УН који заузима стадион. Пакистанци и Малезијци у помоћ предводе конвој оклопних транспортера који подижу опкољене ренџере и тела пилота оборених хеликоптера.
Група ренџера који одбијају да седну на кровове оклопних аутомобила буквално трче кроз опасну зону до стадиона, овај догађај се зове „могадишка миља“.

## Улоге
| Глумац               | Улога                  |
| -------------------- | ---------------------- |
| Џош Хартнет          | Мет Еверсман           |
| Јуан Макгрегор       | Џон Грајмс             |
| Џејсон Ајзакс        | Мајк Стил              |
| Том Сајзмор          | Дани Макнајт           |
| Вилијам Фикнер       | Џеф Сандерсон          |
| Ерик Бана            | Норм „Хут“ Гибсон      |
| Сем Шепард           | Вилијам Ф. Гарисон     |
| Јоан Грифид          | Џон Билс               |
| Јуен Бремнер         | Шон Нелсон             |
| Том Харди            | Ланс Твомбли           |
| Рон Елдард           | Мајкл Дурант           |
| Чарли Хофхајмер      | Џејмс Смит             |
| Хју Денси            | Курт Шмит              |
| Том Гири             | Ед Јурек               |
| Орландо Блум         | Тод Блекберн           |
| Ким Коутс            | Тим „Гриз“ Мартин      |
| Ричард Тајсон        | Денијел Буш            |
| Жељко Иванек         | потпуковник Гери Харел |
| Николај Костер Волдо | Гери „Горди“ Гордон    |

## Зарада
- Зарада у САД - 108.638.745 $
- Зарада у иностранству - 64.350.906 $
- Зарада у свету - 172.989.651 $